# جان مودی
جان مودی، (به انگلیسی: John Moody) (زاده ۱۸۶۸ - درگذشته ۱۹۵۸) کارآفرین، تحلیل‌گر مالی و سرمایه‌گذار آمریکایی بود، که در سال ۱۹۰۹ شرکت مودیز را تأسیس نمود.